# ليز سيمس
ليز سيمس (بالإنجليزية: Lise Simms)‏ هي مغنية وممثلة أمريكية، ولدت في 17 مارس 1967 في كولورادو في الولايات المتحدة.

## وصلات خارجية
- ليز سيمس على موقع IMDb (الإنجليزية)
- ليز سيمس على موقع ميوزك برينز (الإنجليزية)
- ليز سيمس على موقع قاعدة بيانات الفيلم (الإنجليزية)